# Kasteelhof (Rekkem)

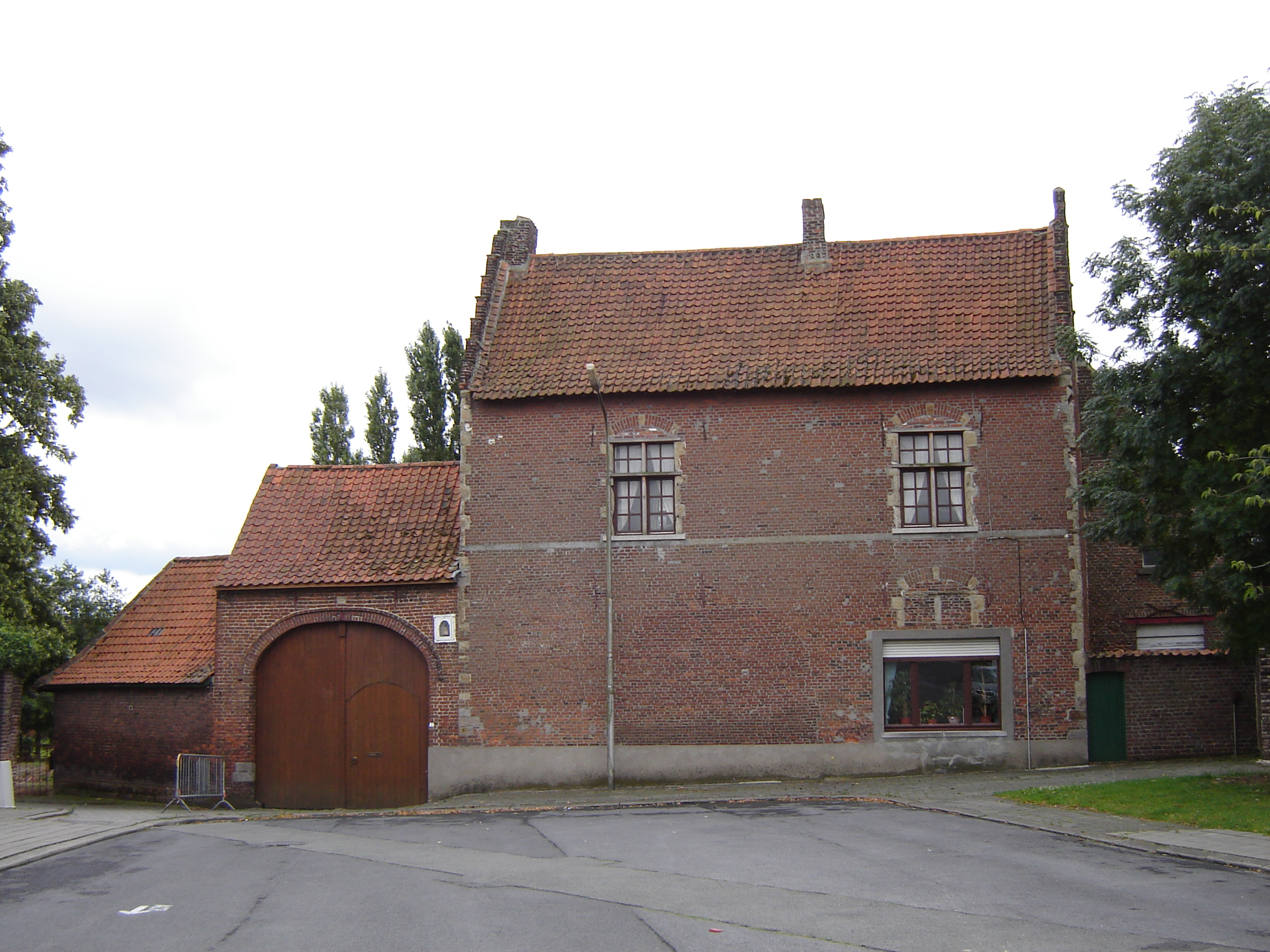
Kasteelhof

Hoeve Kasteelhof is een kasteelhof in de West-Vlaamse dorp Rekkem in de  gemeente Menen. Ze is sinds 2005 beschermd monument en vanaf 2009 erkend als bouwkundig erfgoed. De situering is aan de Kasteeldreef in de dorpskern, achter de kerk, aan de Palingbeek.

## Geschiedenis
De hoeve werd voor het eerst vermeld in 1618, en wel in het Rentebouck vande heerlichede vanden Bulcke inde prochie van reckem. Het was het centrum van de heerlijkheid ten Bulcke die tevens dorpsheerlijkheid was. Deze was in de 14e eeuw afgesplitst van de heerlijkheid Rekkem en in 1365 werd er voor het eerst melding van gemaakt. De heer was toen Gillis van Rekkem. Daarna werd de heerlijkheid nog bestuurd door de families Van Walem en d'Ablaing. De heer bewoonde echter niet de hoeve, maar er was wel een baljuw.
Tijdens de Eerste Wereldoorlog werd de hoeve in beslag genomen door het Duitse leger. Ze diende als logistiek centrum en opslagplaats voor militair materiaal. Na de oorlog werd het landgoed en de hoeve teruggegeven aan de oorspronkelijke eigenaars. In de eenentwintigste eeuw is er een restaurant en feestzaal in gevestigd genaamd 'Kasteelhoeve - Rekkem'.

## Gebouwen
Het betreft een verzameling gebouwen die rondom een binnenplaats zijn gerangschikt. In het westen bevindt zich het 17e-eeuws woonhuis met trapgevels, vermoedelijk de baljuwswoning. Dwars hierop staat een vroeg-20e-eeuwse uitbreiding. In het zuiden vindt men de stallen. In 1851 werd een poortgebouw opgericht. Stal en schuur zijn van 1911. 
De oorspronkelijke structuur van de hoeve dateert waarschijnlijk uit de 16e of 17e eeuw. Het was een  zelfvoorzienend agrarisch complex. De opzet van Hoeve Kasteelhof is typisch voor de Vlaamse hoevebouw. De belangrijkste gebouwen zijn de woonvertrekken voor de boerenfamilie, stallen, schuren en opslagruimtes. Het geheel wordt gekenmerkt door een traditionele bakstenen constructie en daken met rode dakpannen.